# Grundy County, Tennessee
Grundy County är ett administrativt område i delstaten Tennessee, USA, med 13 703 invånare. Den administrativa huvudorten (county seat) är Altamont.

## Geografi
Enligt United States Census Bureau har countyt en total area på 935 km². 931 km² av den arean är land och 1 km² är vatten.

### Angränsande countyn
- Warren County - nord
- Sequatchie County - öst
- Marion County - syd
- Franklin County - sydväst
- Coffee County - väst